# Psammisia cuyujensis
Psammisia cuyujensis är en ljungväxtart som beskrevs av J.L. Luteyn. Psammisia cuyujensis ingår i släktet Psammisia och familjen ljungväxter. Inga underarter finns listade i Catalogue of Life.